# Mikroregion Birigui

Mikroregion Birigui

Mikroregion Birigui – mikroregion w brazylijskim stanie São Paulo należący do mezoregionu Araçatuba.

## Gminy
- Alto Alegre
- Avanhandava
- Barbosa
- Bilac
- Birigui
- Braúna
- Brejo Alegre
- Buritama
- Clementina
- Coroados
- Gabriel Monteiro
- Glicério
- Lourdes
- Luiziânia
- Penápolis
- Piacatu
- Santópolis do Aguapeí
- Turiúba